# Adobe Photoshop
Adobe Photoshop, ili skraćeno Photoshop, je grafički računalni program, razvijen i izdan od strane američke tvrtke Adobe Systems.
Ovo je najpoznatiji računalni program za obradu slike.
Prva inačica ovog programa Photoshop 1.0 nastala je 1990. godine, a posljednja inačica ovog programa, Photoshop CS6, je trinaesta generacija istog proizvoda. 

## Razvoj

### Početci
1987., Thomas Knoll, student na Sveučilištu Michigan, počeo je pisati ovaj program na svom Macintosh Plus računalu tako da može prikazati crno bijele slike ( u sivim tonovima) na svom monokromatskom monitoru. Ovaj program, nazvan Display, privukao je pažnju njegova brata Johna Knolla, tada uposlenika tvrtke Industrial Light & Magic, koji ga je nagovorio da od toga naprave puni program za obradu slika.

## Novo u verziji CS5

### Verzija "Basic"
- Content-aware fill i Content-aware Spot healing brush

Photoshop popunjava odabrano područje pomoću algoritma koji pronalazi slične okolne dijelove slike i popunjava odabrano s njima.
- Puppet Warp

Mogućnost deformacije dijela slike (npr. osobe izrezane iz pozadine)
- Novi dijalog "Refine edge"

Pomoću novog "Refine edge" dijaloga možemo poboljšati odabir dlake, kose ili nekih objekta koje je teško odabrati ručno.
- HDR Pro i HDR Toning

Novi HDR Pro dijalog spaja HDR slike i daje odabir najbolje ekspozicije za optimalnu sliku. HDR Toning služi za HDR toniranje običnih formata slika (npr. JPG).
- Mixer Brush i Bristle Brush Tips

Novi alati za "umjetničko" slikanje digitalnih slika. (i pretvaranje digtalnih slika u umjetnička djela)

### Verzija "Extended"
- Novi 3D sustav Adobe Repoussé

Adobe Repoussé omogućuje 3D extruzije teksta i objekata
- Sustav kreiranja sjena
- Novi 3D materijali
- Analiza slike
- Uređivanja sadržaja prema kretnji

## Vanjske poveznice
- Photoshop službene stranice